# Pimagedin
Pimagedin (aminogvanidin) je lek koji je istraživan za moguću primenu u tretmanu dijabetičke nefropatije. Pimagedin je inhibitor diaminske oksidaze i sintaze azot oksida. On deluje tako što snižava nivoe krajnjih proizvoda glikacije putem interakcije sa 3-dezoksiglukozonom.